# Батаев, Павел Петрович
Па́вел Петро́вич Бата́ев (1915, Новые Сосны — 24 января 1942, Медынь) — советский эрзянский поэт, журналист, военный корреспондент.

## Биография
Родился в 1915 году в селе Новые Сосны Бугурусланского уезда Самарской губернии (ныне Клявлинский район Самарской области). В 1934 году приехал в Мордовию, в Саранск, где работал редактором художественной литературы в Мордовском книжном издательстве и заведующим в комсомольско-молодёжной газете «Лениэнь киява» («По Ленинскому пути»). Выпустил несколько сборников стихов на эрзянском языке. Входит в число ведущих писателей и поэтов на эрзянском языке вместе с Н. Л. Иркаевым, И. П. Кривошеевым и Я. П. Григошиным.
В 1941 году Батаев был мобилизован на фронт военным корреспондентом, проходил службу в 53-й стрелковой дивизии рядовым. 24 января 1942 года он погиб в бою. Похоронен в городе Медынь. Сохранились его стихи о войне:

Мы сегодня молоды и новы,

И храним, как мать, страну свою.

За неё мы грудью стать готовы —

Победить иль умереть в бою.

## Сборники
- Анкине (1934)[6]
- Карман эрямо (1934)[7]
- Ков валдоне (1933)[8]